# Gare de Kokusai-Tenjijō
La gare de Kokusai-Tenjijō (国際展示場駅, Kokusai-Tenjijō-eki) est une gare ferroviaire de l'arrondissement de Kōtō, à Tokyo au Japon. La gare est gérée par la compagnie Tokyo Waterfront Area Rapid Transit (TWR).

## Situation ferroviaire
La gare de Kokusai-Tenjijō est située au point kilométrique (PK) 3,5 de la ligne Rinkai.

## Histoire
La gare est inaugurée le 30 mars 1996 pour l'ouverture de la ligne Rinkai.

## Service des voyageurs

### Accueil
La gare dispose d'un bâtiment voyageurs, avec guichets, ouvert tous les jours. Le quai est situé en souterrain.

### Desserte
- Ligne Rinkai :
  - voie 1 : direction Ōsaki (interconnexion avec la ligne Saikyō pour Shinjuku et Ōmiya)
  - voie 2 : direction Shin-Kiba

### Intermodalité
La station Ariake du New Transit Yurikamome est située à proximité immédiate de la gare.

## Dans les environs
- Tokyo Big Sight
- Ariake Coliseum